# 1902 no teatro

## Eventos
- Inauguração do Theatro Vasques em Mogi das Cruzes, Brasil.
- Estreia da peça Pequenos Burgueses de Máximo Gorki no Teatro de Arte de Moscou.

## Nascimentos
| Data        | Nome            | Profissão             | Nacionalidade | Observações | Ref |
| ----------- | --------------- | --------------------- | ------------- | ----------- | --- |
| 23 de Abril | Halldór Laxness | escritor e dramaturgo | Islândia      | m. 1998     |     |

## Mortes
| Data | Nome | Profissão | Nacionalidade | Observações | Ref |
| ---- | ---- | --------- | ------------- | ----------- | --- |